# Edmund Naganowski

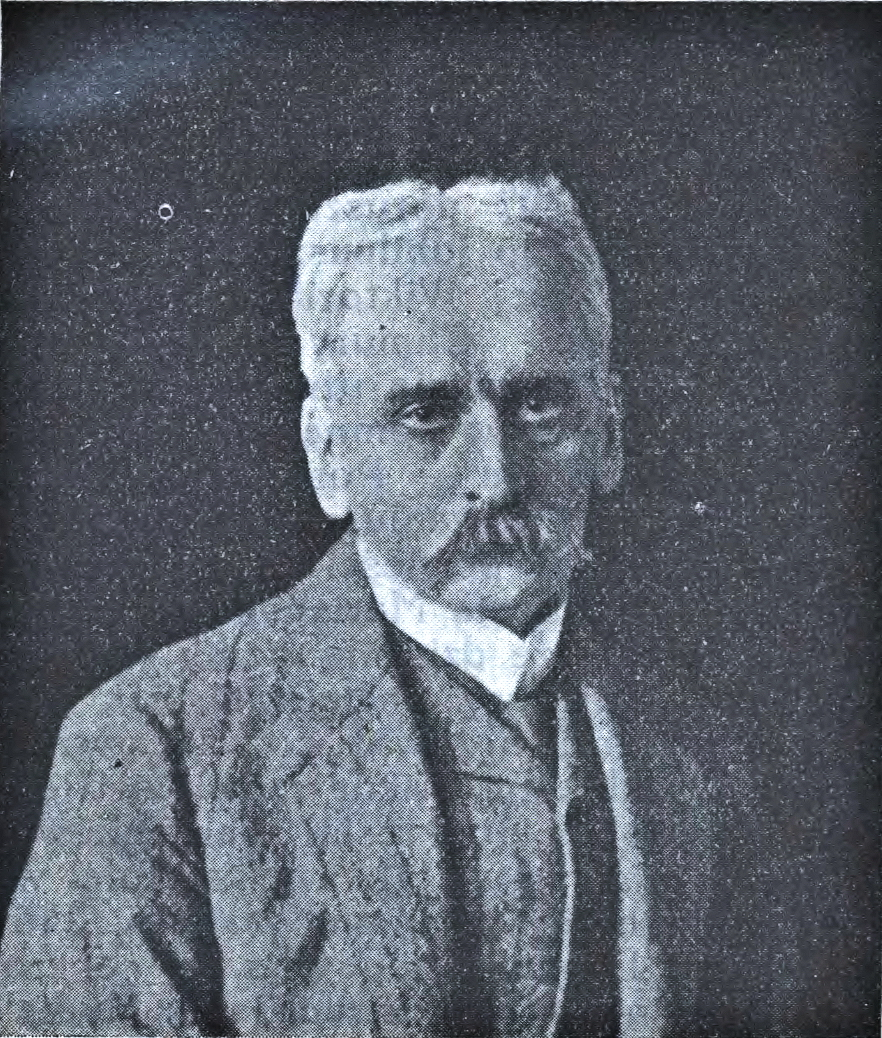
Edmund Naganowski

Edmund Wacław Naganowski herbu Sas (ur. 26 września 1853 w Gostyniu, zm. 28 stycznia 1915 we Lwowie) – dziennikarz, pisarz, jego biogram zamieścił Jan Dąbrowski w książce o Polakach w Anglii.
Urodził się w rodzinie ziemiańskiej w Wielkopolsce na terenie zaboru pruskiego, jego rodzicami byli  Walerian i Anna z Rogowskich.  Uczył się w gimnazjum Marii Magdaleny w Poznaniu. Od 1875 przebywał poza krajem, pracował jako guwerner początkowo w Paryżu, w roku  1884 uzyskał  stopień  Master  of  Arts  na  uniwersytecie  w  Dublinie; w latach 1880-1884 wg własnej deklaracji, mieszkał w Waterford w Irlandii, pracując tam jako nauczyciel.
W 1886 przeniósł się do Londynu gdzie pracował w British Museum. Zarówno w czasie pobytu w Irlandii jak i w Anglii, regularnie zamieszczał korespondencje w prasie krajowej także w Królestwie Kongresowym, m.in. Bibliotece Warszawskiej, Przeglądzie Powszechnym, Gazecie Polskiej,  dostarczając informacji o wydarzeniach w Wielkiej Brytanii, ze szczególnym zainteresowaniem pisząc na temat Irlandii. Pisywał pod pseudonimami: E. Działosz, Latarnik, Edmund Sas, Edmund  S.  N.,  E.  S.  N., Mac Mutus.
Działał intensywnie jako sekretarz Towarzystwa  Literackiego  Przyjaciół  Polski, zarówno organizując pomoc dla Polonii, jak i dostarczając prasie brytyjskiej informacji na temat spraw polskich. Podejmował też działalność literacką, publikując m.in. powieść Hessy O'Grady w której wykorzystał swoje doświadczenia z pobytu w Irlandii. Jego sympatia wobec trudnej sytuacji społecznej Irlandczyków kontrastowała, tak w powieści jak i w korespondencjach, z potępieniem aktów przemocy, a nawet bojkotu jako metody walki politycznej. Jak pisała Aleksandra Budrewicz, z czasem zajmować zaczął stanowisko probrytyjskie.
Około 1902 wrócił do Polski podejmując prace w dziennikach, m.in. Słowie Polskim, Gazecie Lwowskiej, ostatecznie osiadając we Lwowie, gdzie również uzyskał posadę  na stanowisku kierowniczym  w  Bibliotece  Baworowskich. Zmarł we Lwowie 8 stycznia 1915 roku. Pochowano go na Cmentarzu Łyczakowskim.
Życie prywatne: wiadomo tylko, że ożenił się z Brytyjką o imieniu Katy, mieli syna Konrada, który zginął jako marynarz podczas I Wojny Światowej. Jak podaje brytyjskie Archiwum Państwowe, w 1903 otrzymał naturalizację jako poddany brytyjski.